# Iconoclasme

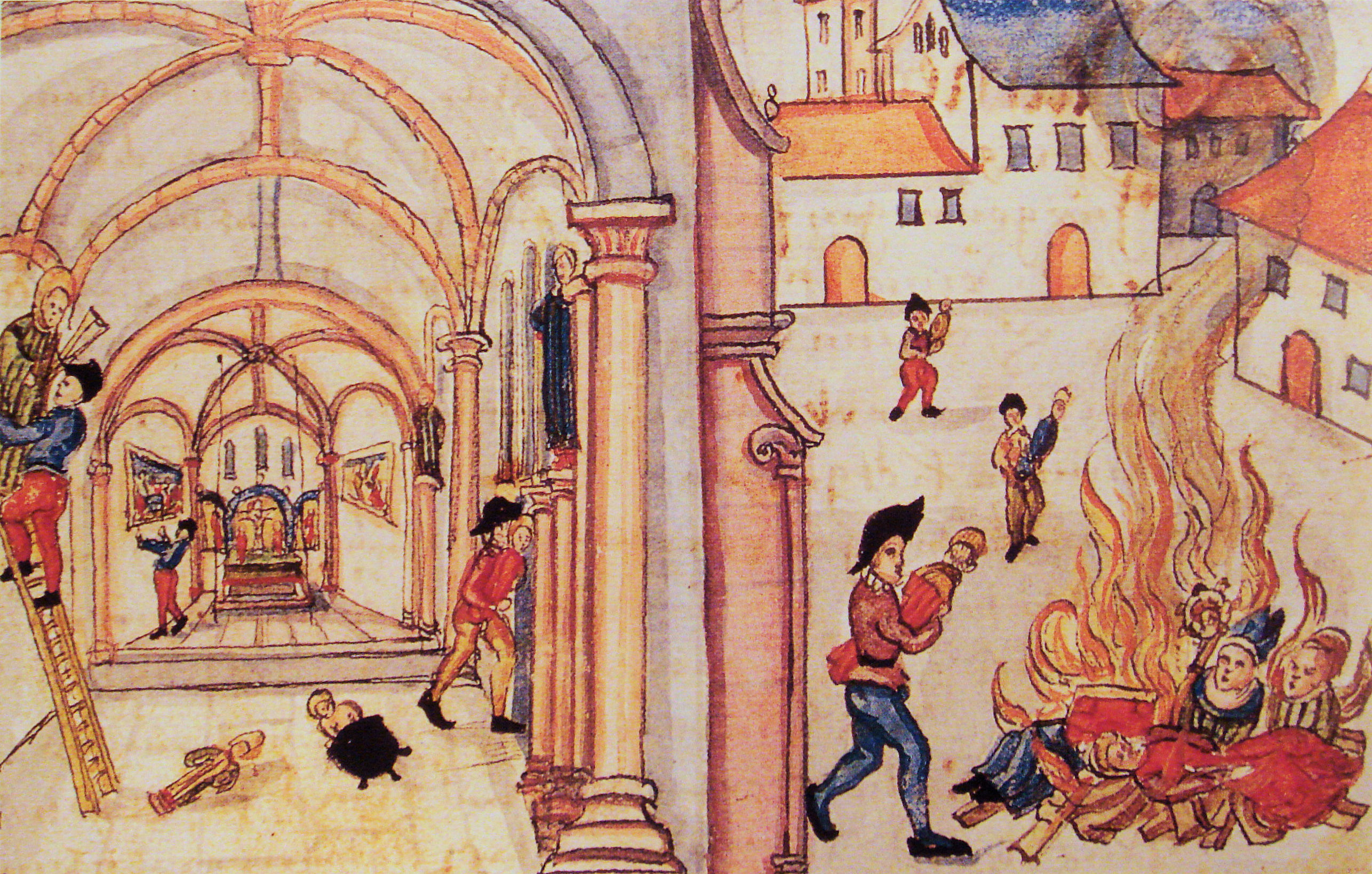
Vernietiging van beelden in Zürich in 1524

Iconoclasme (ook beeldenstorm) is het verzet tegen de verering van iconen, waarbij om ideologische redenen beelden verwijderd of vernietigd worden. De term dateert uit de Byzantijnse tijd, maar ook bijvoorbeeld de beeldenstormen in de zestiende en twintigste eeuw in West-Europa waren perioden waarin religieuze beelden en afbeeldingen werden vernield of verwijderd.

## Oorsprong
Het woord iconoclasme komt uit het Grieks. Εικων (Eicoon) betekent afbeelding (zie: icoon), κλαειν (klaein) betekent breken. Het is gebruikt als aanduiding van een periode in de geschiedenis van de Oosterse Kerk (730-843), waarin het vervaardigen en het vereren van afbeeldingen (iconen) verboden was. De tegenstanders van het gebruik van iconen werden iconoclasten genoemd, en de voorstanders werden iconodulen genoemd.

## Religieus iconoclasme
- Tijdens de periode van Achnaton in Egypte, werden vele eerdere tempels vernietigd
- De Byzantijnse beeldenstrijd, in twee perioden, 726 tot 787 en 815-843
- Tijdens het Tweede Concilie van Nicea in 787 werd beeldenverering juist weer ingevoerd.
- De Beeldenstorm in 1566
- Aniconisme in bijvoorbeeld de islam
- De Tweede beeldenstorm na het Tweede Vaticaans Concilie (1962-1965)

## Politiek en revolutionair iconoclasme

### Franse Revolutie
Tijdens de radicale fase van de Franse Revolutie was er iconoclasme op initiatief van de regering en van de bevolking. Verschillende monumenten en religieuze werken werden vernield om de symbolische heerschappij van het ancien régime uit te wissen. Tezelfdertijd was men zich bewust van de historische, culturele en esthetische waarde van sommige stukken. Een oplossing voor de tegengestelde eisen van vernieling en conservatie was de oprichting van musea, die in deze periode tot ontwikkeling kwamen. In een museale context werd de symbolische kracht van koninklijke of religieuze kunst geneutraliseerd. Voor het selecteren van de stukken werd een Monumentencommissie in het leven geroepen.

### Andere voorbeelden
- Damnatio memoriae in het oude Rome
- Entartete Kunst, verboden of belachelijk gemaakte kunst in nazi-Duitsland
- Verwijdering van confederale monumenten in de Verenigde Staten, vanaf 2015

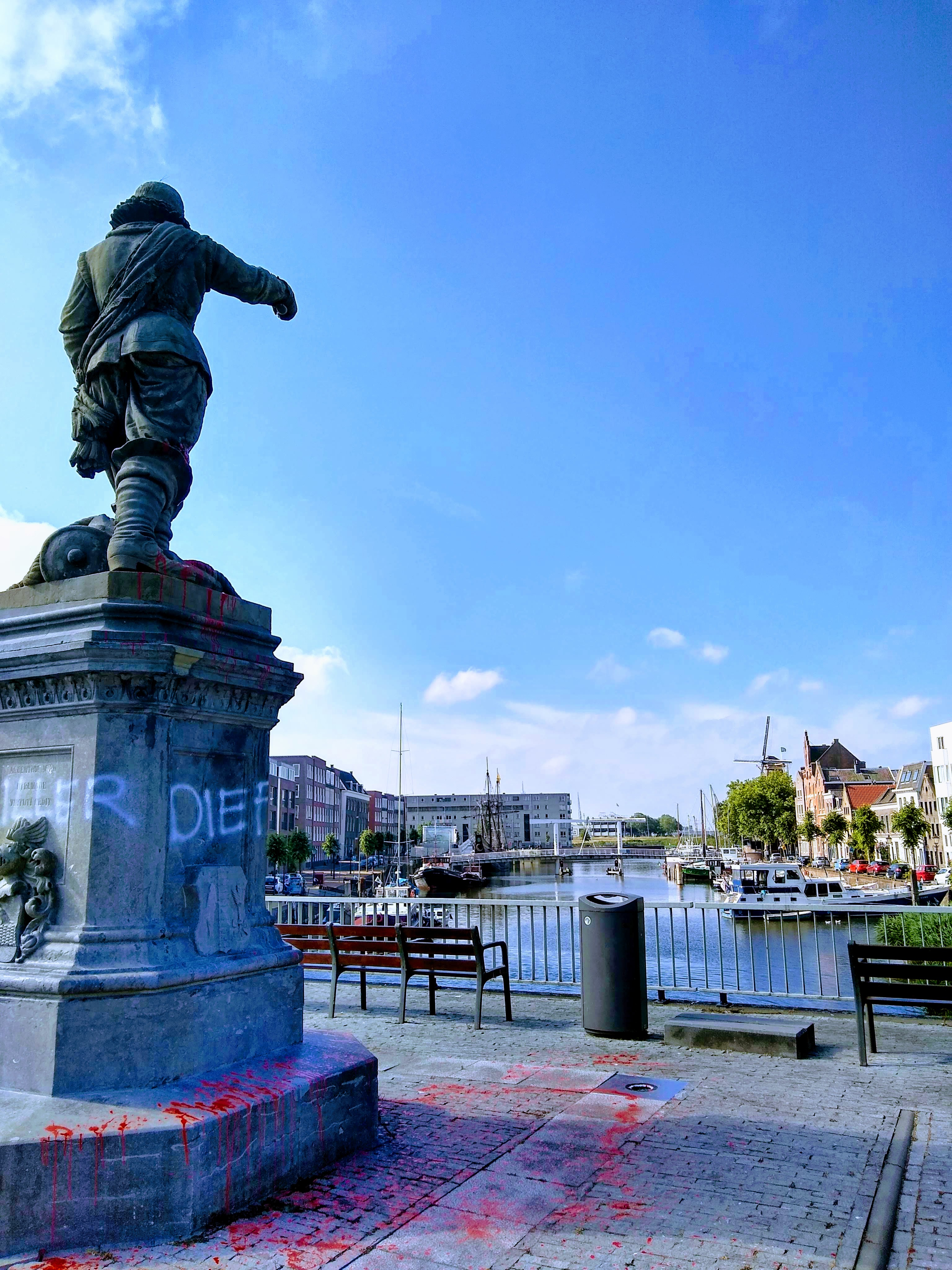
Standbeeld van Piet Hein in Delfshaven beklad met leuzen: "Killer" en "Dief"

- Standbeeld van Piet Hein in Delfshaven beklad met leuzen: "Killer" en "Dief"Tijdens de George Floyd-protesten van 2020 hebben demonstranten verschillende standbeelden neergehaald die ze beschouwden als symbolen van de Confederatie, slavernij, sociale segregatie of racisme, waaronder het standbeeld van Williams Carter Wickham in Richmond, Virginia, het standbeeld van Jefferson Davis, Virginia, VS en het standbeeld van Edward Colston in Bristol, Engeland.[2][3][4] Ook zijn er beelden deels vernield of beklad waaronder 2 standbeelden van Winston Churchill in Londen, Engeland, een standbeeld van Pim Fortuyn, Rotterdam, Nederland, een standbeeld van Piet Hein, Rotterdam, Nederland en een standbeeld van Christoffel Columbus in Boston (VS) dat onthoofd werd.[5][6][7][8][9] Daarnaast zijn er ook een aantal standbeelden verwijderd door de lokale gemeente waaronder het standbeeld Robert Milligan in Londen, Engeland en een standbeeld van Leopold II in Ekeren, België.[10][11] Niet alleen beelden zijn getroffen, ook het Tropenmuseum in Amsterdam werd besmeurd met verf. In Tilburg werden straatnamen doorgestreept.[7][12]

## Voetnoten
1. ↑  Stanley J. Idzerda, "Iconoclasm during the French Revolution", in: The American Historical Review, 1954, nr. 1, p. 13-26
2. ↑  Rob Picheta CNN, Protesters tear down statue of slave trader as anti-racism demonstrations take place worldwide. CNN. Gearchiveerd op 11 juni 2020. Geraadpleegd op 11 juni 2020.
3. ↑  Christina Maxouris CNN, Virginia protesters tear down a statue of Jefferson Davis. CNN. Gearchiveerd op 11 juni 2020. Geraadpleegd op 11 juni 2020.
4. ↑  Associated, Virginia statue of Gen. Robert E. Lee to come down as soon as possible. Mail Online (7 juni 2020). Gearchiveerd op 19 januari 2021. Geraadpleegd op 11 juni 2020.
5. ↑  (en) ANI | Updated: Jun 8, 2020, 10:31 Ist, Winston Churchill Statue Defaced: Winston Churchill statue vandalised in London during Black Lives Matter protests | World News - Times of India. The Times of India. Gearchiveerd op 9 juni 2020. Geraadpleegd op 11 juni 2020.
6. ↑  (en) Second Winston Churchill statue vandalised with graffiti after BLM protests. The Sun (10 juni 2020). Gearchiveerd op 11 juni 2020. Geraadpleegd op 11 juni 2020.
7. 1 2  Irene de Zwaan, Standbeelden en instituten in Rotterdam en Amsterdam beklad door activisten. de Volkskrant (12 juni 2020). Geraadpleegd op 12 juni 2020.
8. ↑  Leah Asmelash CNN, Statues of Christopher Columbus are being dismounted across the country. CNN. Gearchiveerd op 12 juni 2020. Geraadpleegd op 11 juni 2020.
9. ↑  (en) Roxi, Second Winston Churchill Statue Vandalised with Graffiti after BLM Protests - Euro Weekly News Spain UK News Article. Euro Weekly News Spain (10 juni 2020). Gearchiveerd op 11 juni 2020. Geraadpleegd op 11 juni 2020.
10. ↑  (en) Steven Brown, London statue of Robert Milligan REMOVED from West India Quay after protesters' demands. Express.co.uk (9 juni 2020). Gearchiveerd op 12 juni 2020. Geraadpleegd op 11 juni 2020.
11. ↑  Weggehaald Leopold II-beeld in Ekeren is wereldnieuws. demorgen.be. Gearchiveerd op 14 november 2020. Geraadpleegd op 13 november 2020.
12. ↑  Straatnaambordjes J.P. Coen in Tilburg doorgestreept. RTL Nieuws (11 juni 2020). Gearchiveerd op 12 juni 2020. Geraadpleegd op 12 juni 2020.